# クッシング症候群
クッシング症候群（クッシングしょうこうぐん、英: Cushing's syndrome）は、慢性の糖質コルチコイド過剰による症候群。ただし、下垂体腺腫が原因で起こるクッシング症候群を、特にクッシング病（英: Cushing's disease）と呼ぶ。

## 歴史
アメリカの脳神経外科医、ハーヴェイ・ウィリアムス・クッシングによって「クッシング病」が初めて報告された。

## 疫学
原因は、クッシング病が約40%、異所性ACTH産生が約10%、副腎腺腫が約50%である。1970年代に日本における性差（男女比）は、1:3.9と報告されている。

## 分類
1. 下垂体腺腫（クッシング病）
2. 副腎疾患
副腎腺腫、副腎癌、ACTH非依存性大結節性副腎過形成（AIMAH）、原発性副腎皮質小結節性異形成（PPNAD）など
3. 異所性ACTH産生腫瘍
小細胞肺癌、気管支カルチノイド、胸腺腫、甲状腺髄様癌、膵癌、卵巣癌など

## 病態
種々の原因により糖質コルチコイドが増加していることによって、引き起こされる。ACTH産生性の腫瘍であるかどうかで、ACTH依存性、ACTH非依存性に分けられる。

クッシング症候群の病態を示すイラスト

## 原因
異所性ACTH産生腫瘍の原因には肺腫瘍、膵腫瘍、等が含まれる。

## 臨床像
主症状は
- 中心性肥満[3]
- 満月様顔貌[3]
- 高血圧

糖質コルチコイドが持つ鉱質コルチコイド作用によってナトリウムの再吸収が亢進し、ナトリウムによる浸透圧で水の再吸収が亢進し、循環血漿量が増加することで高血圧、高ナトリウム血症になる。
- 一般糖尿病症状

糖質コルチコイドは血糖値を上昇させるホルモンであるため。
- 皮膚線条

中心性肥満により、いわゆる「妊娠線」が出来る。
- 筋力低下

糖質コルチコイドが持つ鉱質コルチコイド作用によってナトリウムの再吸収が亢進し、逆にカリウム利尿が亢進して低カリウム血症が起こるため。
- 骨粗鬆症
- 無月経、不妊[4]

## 検査
- 尿中、血中コルチゾール検査

コルチゾール値の増加が見られる。また、通常朝高く夜低くなる日内変動の消失が見られる。
- ACTH

ACTHの減少→副腎腫瘍、ACTHの増加→下垂体腫瘍・異所性ACTH産生腫瘍と鑑別される。
- 尿中17-KS、17-OHCS

ステロイドの代謝物。1日の尿中排泄量で評価する。クッシング症候群で増加する。
- DHEA-S

コルチゾールが高く、DHEA-Sも高いときは、ACTH依存性クッシング症候群の他に副腎癌も考慮すべきである。
- 下垂体MRI

クッシング病の場合、腫瘍を認める。
- 腹部CT/MRI

コルチゾール産生腺腫では腫瘍を認め、対側副腎は萎縮傾向。
- 胸部CT

異所性ACTH症候群の場合、肺や胸腺の病変を疑う必要あり。
- 副腎シンチグラフィー

コルチゾール産生腺腫では腫瘍側の集積亢進と対側の抑制。ACTH依存性クッシング症候群では両側の集積亢進。
- 白血球数増加、好酸球減少[要出典]
- 基礎代謝率上昇[要出典]

デキサメサゾン抑制試験
デキサメサゾン抑制試験（デキサメサゾンよくせいしけん）は、糖質コルチコイドのアゴニストであるデキサメサゾンを投与して副腎皮質刺激ホルモンの分泌を抑制して血中糖質コルチコイドを測定する試験。
迅速法ニュージェント法、オーバーナイト法
デキサメサゾン抑制試験迅速法は、糖質コルチコイド受容体のアゴニストであるデキサメサゾンを投与して副腎皮質刺激ホルモンの分泌を抑制して血中糖質コルチコイドを測定する試験。採血で済むので外来で行える。
目的
クッシング症候群のスクリーニング。
原理
正常では、糖質コルチコイドは副腎皮質刺激ホルモンをネガティブフィードバックしている。従ってデキサメサゾンの投与によって糖質コルチコイドが過剰だと誤解した脳下垂体系は、正常ならば副腎皮質刺激ホルモン放出ホルモンや副腎皮質刺激ホルモンの分泌を抑制する。抑制されない場合はフィードバック経路のどこかに異常があると考えられる。
方法
検査前夜11時に1mgのデキサメサゾンを経口投与して翌朝8時に血中糖質コルチコイドを測定する。予めデキサメサゾンを貰っておけば1回の外来で済む。
判定
| 血中糖質コルチコイド（μg/dL） | 判定                     | 理由                                               |
| ----------------------------- | ------------------------ | -------------------------------------------------- |
| 5以上〜                       | クッシング症候群         | フィードバック経路のどこかに異常がある             |
| 3以上〜5未満                  | 前臨床的クッシング症候群 | フィードバック経路のどこかに異常があるかもしれない |
| 〜3未満                       | 正常（単純性肥満）       | 正常では抑制される                                 |
標準法：リドル原法
デキサメサゾン抑制試験標準法は、糖質コルチコイドのアゴニストであるデキサメサゾンを投与して副腎皮質刺激ホルモンの分泌を抑制して尿中17-OHCS（にょうちゅうじゅうななオーハーシーエス）を測定する検査。24時間蓄尿をするので入院を要する。
目的
迅速法で判明したクッシング症候群の病型分類。
原理
正常では糖質コルチコイドは副腎皮質刺激ホルモンをネガティブフィードバックしている。従ってデキサメサゾンの投与によって糖質コルチコイドが過剰だと誤解した脳下垂体系は、正常ならば副腎皮質刺激ホルモン放出ホルモンや副腎皮質刺激ホルモンの分泌を抑制して、糖質コルチコイドの合成は抑制されて、その代謝産物である尿中17-OHCSも減る。
方法
1. 基準値
入院1日目に何も投与せずに24時間蓄尿尿中17-OHCSを測定して、基準値とする。
2. 2mg投与
入院第2日目と第3日目に0.5mgのデキサメサゾンを6時間毎に1錠、一日4錠（2mg/日、計8錠）経口投与して、24時間蓄尿尿中17-OHCSを測定する。
3. 8mg投与
2mgで低下しない場合はさらに、入院第4日目と第5日目に2mgのデキサメサゾンを6時間毎に1錠、一日4錠（8mg/日、計8錠）経口投与して、24時間蓄尿尿中17-OHCSを測定する。ここで低下したら判定によりクッシング病と分かる。

判定
尿中17-OHCSが低下するのにどれだけのデキサメサゾンを要したかで行う。
| デキサメサゾン（mg/日） | 17-OHCS低下の意味  | 判定                                 | 理由                                 |
| ----------------------- | ------------------ | ------------------------------------ | ------------------------------------ |
| 2                       | 正常量で低下した   | 正常（単純性肥満）                   | 正常ならば反応するはず               |
| 8                       | 大量投与で低下した | クッシング病                         | 下垂体腺腫は多少反応性が保たれている |
| （∞）                   | 低下せず           | 副腎腺腫、副腎癌、異所性ACTH産生腫瘍 | 副腎腺腫や腫瘍は反応性が破綻している |
メチラポン試験
メチラポン試験（メチラポンしけん）は、11βヒドロキシラーゼ（11β-HOlase）阻害薬メチラポン（商品名メトピロン）を投与して副腎皮質刺激ホルモンの分泌を刺激して尿中17-OHCS（にょうちゅうじゅうななおーはーしーえす）を測定する検査。
目的
デキサメサゾン抑制試験8gm投与と同じ。
意義
副腎皮質刺激ホルモン刺激試験。
原理
正常では糖質コルチコイドは副腎皮質刺激ホルモンをネガティブフィードバックしている。従ってメチラポンの投与によって糖質コルチコイドが不足だと誤解した脳下垂体系は、正常ならば副腎皮質刺激ホルモン放出ホルモンや副腎皮質刺激ホルモンの分泌を増強する。その結果、11βヒドロキシラーゼの基質である11デオキシコルチゾールの産成が増強され、その代謝産物である尿中17-OHCSも増える。
なお、H21年より17-OHCSの測定はできなくなったため、17-KGSを測定するとよい。また現在は、下記標準法よりは、1回の内服で血中のACTHと11-デオキシコルチゾール、コルチゾールを測定する方法（迅速法、オーバーナイト法）を行うことが多い。
方法（標準法）
0.5mgのメチラポンを一日6回、計3gを経口投与して、24時間蓄尿尿中17-OHCSを測定する。
判定
尿中17-OHCSが増加したかどうかで行う。
| 尿中17-OHCS | 判定                                 | 理由                                                                   |
| ----------- | ------------------------------------ | ---------------------------------------------------------------------- |
| 増加        | クッシング病（又は正常）             | 下垂体腺腫は多少反応性が保たれている                                   |
| 増加せず    | 副腎腺腫、副腎癌、異所性ACTH産生腫瘍 | 副腎腺腫や腫瘍は反応性が破綻していて、フィードバックが強くかかっている |
特異度
副腎皮質刺激ホルモン放出ホルモン試験に劣る。この為同一目的・意義である副腎皮質刺激ホルモン放出ホルモン試験に取って代わられつつある。
副腎皮質刺激ホルモン放出ホルモン試験
副腎皮質刺激ホルモン放出ホルモン試験（ふくじんひしつしげきホルモンほうしゅつホルモンしけん）は、副腎皮質刺激ホルモン放出ホルモンを投与して血中副腎皮質刺激ホルモン及び血中糖質コルチコイドを測定する試験。
目的
デキサメサゾン抑制試験8gm投与に加え、副腎腫瘍と異所性ACTH産生腫瘍の鑑別を行うこと。
意義
副腎皮質刺激ホルモン刺激試験を迅速に行える。
原理
副腎皮質刺激ホルモン放出ホルモンが副腎皮質刺激ホルモンを刺激し、これが糖質コルチコイド産成を刺激する事。
方法
副腎皮質刺激ホルモン放出ホルモンを静脈注射して、30分後と60分後の血中の副腎皮質刺激ホルモンと糖質コルチコイドを測定する。
判定
血中の副腎皮質刺激ホルモンと糖質コルチコイドの多寡で行う。
| 検査値   | 判定                                 | 理由                                                                     |
| -------- | ------------------------------------ | ------------------------------------------------------------------------ |
| 過剰反応 | クッシング病                         | 下垂体腺腫は反応性が保たれている                                         |
| 反応せず | 副腎腺腫、副腎癌、異所性ACTH産生腫瘍 | 副腎腺腫や腫瘍は反応性が破綻していて、フィードバックが強くかかっている。 |
特異度
メチラポン試験に勝る。

## 治療
腫瘍の除去を第一として、手術・放射線治療・薬物による治療を行う。
クッシング病の治療
手術療法：経蝶形骨洞的下垂体腫瘍摘出術。かつては下垂体腫瘍を残したまま両側副腎の摘出術を行っていたこともあり、ネルソン症候群を発生させる原因となった。
- 放射線療法：ガンマナイフ。
- 薬物療法：副腎皮質ステロイド合成阻害薬。

異所性ACTH症候群の治療
原因腫瘍の摘出や化学療法を行う。手術不能例では副腎摘出を行う。
副腎腫瘍
副腎腫瘍の摘出。副腎の萎縮が見られるため、摘出後はグルココルチコイドの補充を行う。手術不能例、癌再発例や転移例にはステロイド合成阻害薬（ミトタン、トリロスタン、メチラポンなど）を投与する。

## 予後
クッシング病や副腎腺腫は腫瘍摘出術によって大半が治癒する。一方、異所性ACTH症候群や副腎癌は予後不良である。

術後の方が術前より体調が悪いと感じることもある。
術後の症状
・リュウマチの初期症状のような手足のこわばり、関節痛、身体の痛み